# Saint-Jean-Pied-de-Port
Saint-Jean-Pied-de-Port (in lingua basca: Donibane-Garazi) è un comune francese di 1 718 abitanti situato nel dipartimento dei Pirenei Atlantici nella regione della Nuova Aquitania. Il suo territorio è bagnato dal fiume Nive.

## Storia
Questa località, considerata il punto di partenza del Camino Francés del Cammino di Santiago di Compostela, è considerata la capitale dell'antica regione storica basca della Bassa Navarra. Il sito originario della cittadina era diverso da quello attuale, e si trovava nei pressi del villaggio di Saint-Jean-le-Vieux, e fu raso al suolo nel 1177 dalle truppe di Riccardo Cuordileone.

## Società

### Evoluzione demografica
Abitanti censiti